# Scot Halpin
Pour les articles homonymes, voir Halpin.
Scot Halpin est né le 3 février 1954 et mort le 9 février 2008. Jeune batteur de 19 ans, il assiste au concert de la tournée Quadrophenia des Who le 20 novembre 1973 au Cow Palace de Daly City en Californie. Durant ce spectacle, Keith Moon s'évanouit une première fois après avoir absorbé un somnifère pour chevaux mélangé à du brandy.  Il est évacué de la scène par les roadies, mis sous une douche froide, on lui fait une injection de cortisone puis il est ramené par Pete Townshend et Roger Daltrey derrière sa batterie, et s'évanouit une deuxième fois, l'évacuation du fantasque batteur est cette fois définitive. Au micro, Tonwshend s'adresse au public : « Y a-t-il quelqu'un qui sait jouer de la batterie ? ». Une fois, deux fois en élevant la voix et en ajoutant « Je veux dire, quelqu'un de bon ! » C'est alors que Scot Halpin monte sur scène et joue avec les Who le reste de leur concert.  

## liens externes
- (en) Interview de Scot Halpin.
- (en) Description de l'incident.
- Vidéo de Scot Halpin : Scot Halpin prend place derrière la batterie.